# Асія (дочка Фемістокла)
Асія (дав.-гр. Ἀσία) — давньогрецька аристократка, дочка афінського полководця Фемістокла від другого шлюбу. Вихованка свого двоюрідного брата Фрасікла.

## Життєпис
Нікомаха була дочкою афінського політика й полководця Фемістокла та його другої дружини. Її батько походив зі знатного жрецького роду Лікомідів, представники якого вели своє походження від героя Ліка. Ім'я матері невідоме, але дослідник Роберт Літтман припускав що вона була епіклерою, тобто єдиною дочкою-спадкоємницею.
Фемістокл був одним із найвпливовіших політиків Афін свого часу. Однак, унаслідок політичної боротьби, приблизно у 470 році до н. е. його вигнали з міста за допомогою остракізму. Через три роки, влада полісу проговорила його до смерті, однак, вигнанцю з родиною вдалося знайти притулок у Державі Ахеменідів. Перський цар не тільки дозволив Фемістоклу зостатися у своїй державі, але й передав йому в управління міста Лампсак, Магнесію-на-Меандрі, Міунт, Перкоту та Палескепсіс. Ігор Суріков відмітив, що всі ці міста, крім Магнесії, перси вже не контролювали і їх передача вигнанцю була просто символічним жестом. Фемістокл фактично правив, у якості васального тирана, лише Магнесією-на-Меандрі, де карбував власну монету.
Згідно Плутарху, у Фемістокла було десять дітей, п'ять хлопчиків та п'ять дівчат. Асія була дочкою від другого шлюбу, в якому народилися ще дві дівчинки — Мнесиптолема та Нікомаха. Через те, що сестри не мали повнорідних братів, то всі вони стали спадкоємицями своєї матері. Після смерті Фемістокла, до Магнесії-на-Меандрі приїхав його небіж Фрасікл який уклав шлюб з Нікомахою. Він же, згідно з Плутархом, займався вихованням Асії.

### Коментар
1. ↑  За різними версіями, це міг бути Ксеркс I або вже його син Артаксеркс I.
2. ↑  Ігор Суриков висловлював сумнів у достовірності відомостей про передачу двох останніх міст, так як про них йдеться тільки в роботі Плутарха з посиланням на раньоелліністичних авторів — Фанія Ереського та Неанфа Кізікського.
3. ↑  На думку дослідника Пітера Бікнелла, він був сином молодшого брата Фемістокла — Менона, ім'я якого відоме з одного остракона з Керамікоса[5].